# Brautbecher

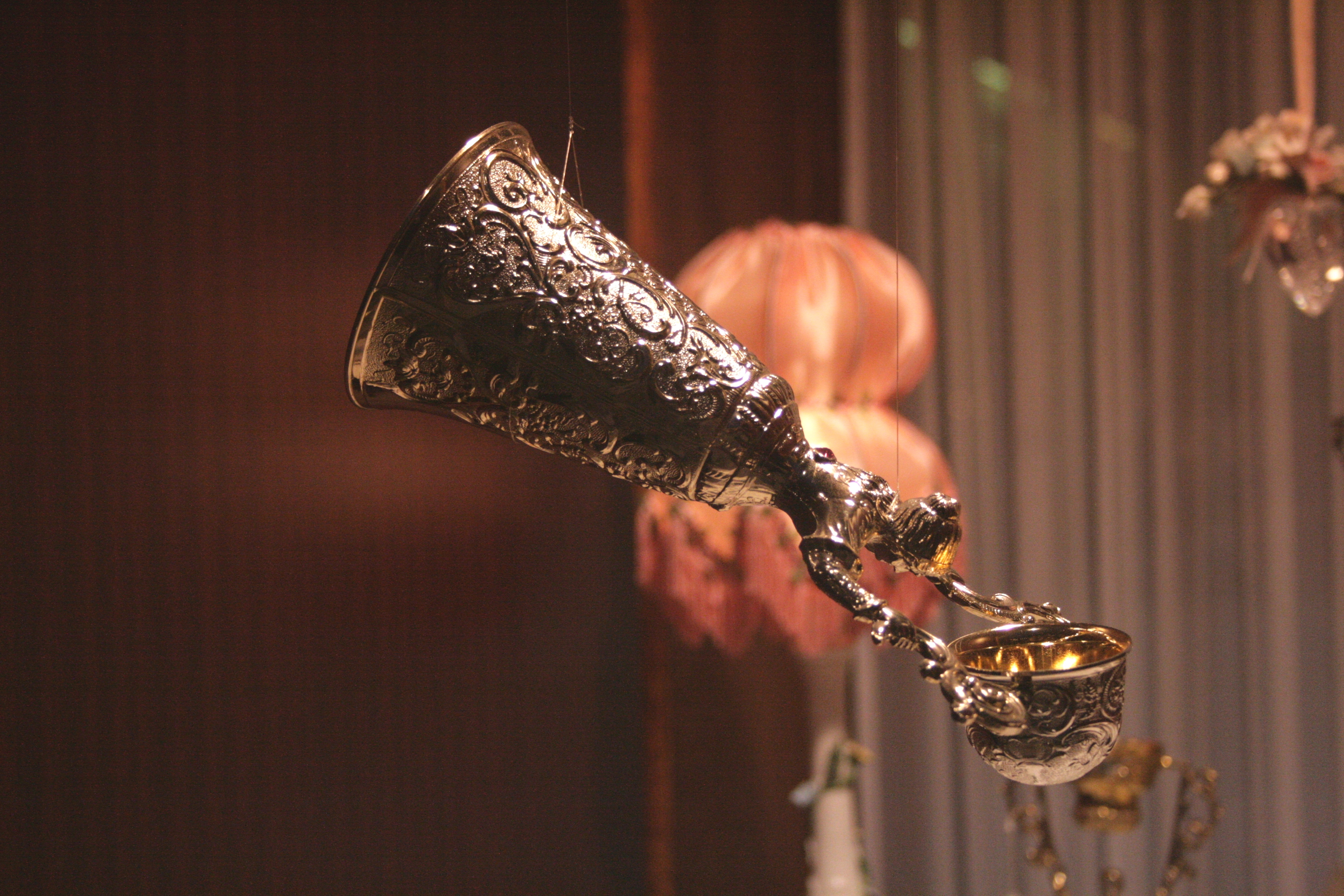
Brautbecher

Der Brautbecher oder Hochzeitsbecher ist ein Trinkgefäß, das früher jungen Eheleuten zur Hochzeit als Geschenk überreicht wurde.
Er besteht aus zwei verzierten Kelchen (einem so genannten Doppelbecher), die durch ein Gelenk miteinander verbunden sind, so dass Braut und Bräutigam gleichzeitig aus dem Doppelbecher trinken können. Der Rock einer jungen Dame bildet dabei den einen Becher, der zweite, meistens kleinere Becher wird von der Figur über dem Kopf gehalten.
Die meisten Brautbecher sind aus Zinn oder Silber gefertigt, aber auch Modelle aus Kristallglas, Keramik und weiteren Materialien sind erhältlich.